# Hrvoje Jukić
Hrvoje Jukić (Spalato, 1º agosto 1938 – 5 ottobre 2006) è stato un calciatore jugoslavo, di ruolo centrocampista.

## Palmarès

### Competizioni internazionali
- Coppa delle Fiere: 1

Dinamo Zagabria: 1966-1967